# Veberöds AIF
Veberöds AIF, bildad 9 juni 1929, är en svensk fotbollsklubb i Veberöd. Klubbens huvudinriktning är fotboll, men vid bildandet av föreningen fanns även en brottningssektion.  
Klubben anordnar även Romelecupen som är en av Skånes största inomhuscuper i fotboll. 2014 anordnade VAIF cupen för 38:e gången.

## Historia
Veberöds AIF grundades den 9 juni 1929 på Rudolf Café i Veberöd. Vid bildandet hade klubben två sektioner, en fotbollssektion och en brottningssektion. Den första matchdressen för fotbollslaget var en gul tröja med blå krage och blåa byxor. Klubbens matcher spelas på Romelevallen och ungdomslagen spelar på Svalebo.
År 1993, då man spelade i Division 2 för herrar (då Sveriges tredje högsta division), svarade man för två stora skrällar då man slog ut först Trelleborgs FF och därefter IFK Göteborg ur Svenska cupen.

## Berömda spelare
- Therese Sjögran
- Brune Tavell